# 生方良雄
生方 良雄（うぶかた よしお、1925年11月24日 - 2021年6月19日 ）は、日本の鉄道研究家。小田急電鉄で車両部長や運輸計画部長などを歴任した。

## 経歴
東京市牛込区（現在の東京都新宿区牛込）で生まれる。1929年、4歳の時に世田谷区経堂町に転居、その後、父親の仕事の関係で1934年から1940年までは中国東北部（満洲）の奉天市（現・瀋陽市）に移住するが、それ以外は一貫して経堂に在住している。日本大学理工学部機械科在学中には、日大鉄道研究会の発足に関わったほか、高松吉太郎が関わっていた東京鉄道同好会にも参加している。
1948年に日本大学を卒業し、東京急行電鉄（大東急）に入社。国鉄への就職も考えていたが、当時の国鉄は運輸省直轄で、港湾や気象庁に配属されることもあると聞き、地元の東急に決めたという。しかし、入社した時点で2か月後には分離独立することになっていたため、その年の新入社員は、車両部の一角に席はあったが仕事は何もなかったという。同年6月1日、分離独立した小田急電鉄に移籍、研修も兼ねて相武台工場に配属となったが、1か月ほどで本社運転課に異動、当時取締役運輸担当兼運輸課長であった山本利三郎の部下となる。この年の10月、山本から「連接車が走っているのはどこか」と質問を受け、生方が即答したところ、数日後に山本の随行者として、当時連接車として運用されていた西日本鉄道500形の視察に同行することになった。
その後、山本の下で同社3000形電車（SE車）の開発に携わるが、1955年には相模大野電車区長に異動。その後、企画室、運輸計画部などの部署で運輸計画業務に携わる。車両部長、運輸計画部長なども歴任しているが、車両部門より運転部門にいた期間の方が長かったという。また、1959年ごろからは『鉄道ピクトリアル』など、鉄道雑誌への寄稿も行うようになる。
1979年以降は箱根ロープウェイに出向、同社の専務取締役となり、7年ほどは自宅からロマンスカーで通勤していたという。その後財団法人小田急電鉄事業団の理事も務める。
2021年6月19日死去。95歳没。

## 人物
子供の頃からの乗り物好きで、特に電車、中でも小田急の電車が好きだと述べる鉄道ファンである。趣味者の団体である鉄道友の会の参与を務めている。

## 主な著作

### 書籍
- 特殊鉄道とロープウェイ（交通研究協会・1995年12月）ISBN 978-4425760411
- 鉄道と街・新宿駅（大正出版・2000年）ISBN 978-4811706191
- 小田急の駅 今昔・昭和の面影 （JTBパブリッシング・2009年）ISBN 978-4533075629
- 昭和の路面電車 関東・甲信越編（講談社・2011年2月26日）ISBN 978-4062162012
- 箱根登山鉄道125年のあゆみ （JTBパブリッシング・2013年）ISBN 978-4533075629
- 小田急今昔物語（戎光祥出版・2014年）ISBN 978-4864031165
- 小田急1800形（戎光祥出版・2018年）ISBN 978-4864031974

この他、小田急関連の書籍が多数。

### 雑誌
『鉄道ピクトリアル』の編集委員に名を連ねているほか、他の鉄道雑誌にも寄稿している。